# Дарезе
Дарезе (фр. Dareizé) насеље је и општина у источној Француској у региону Рона-Алпи, у департману Рона која припада префектури Вилфранш сир Саон.
По подацима из 2011. године у општини је живело 450 становника, а густина насељености је износила 67,06 становника/km². Општина се простире на површини од 6,71 km². Налази се на средњој надморској висини од 430 метара (максималној 683 m, а минималној 290 m).

## Демографија
| 1962. | 1968. | 1975. | 1982. | 1990. | 1999. | 2011. |
| ----- | ----- | ----- | ----- | ----- | ----- | ----- |
| 209   | 211   | 207   | 289   | 298   | 370   | 450   |

График промене броја становника у току последњих година